# 同和教育集会所
同和教育集会所（どうわきょういくしゅうかいじょ）とは、同和対策事業の一環として同和地区に設置される、社会福祉施設の一種である。短縮して教育集会所、あるいは単に集会所とされることもある。また地域や自治体の別によっては、同和対策集会所、人権教育集会所などとされることもある。

## 態様
多くは公民館風の小規模な施設として存在しており、その名称として同和地区名（区画整理による住居表示変更の発生によらない当該地区の歴史的呼称、多くは古い小字名）が冠されている。

## 他の同和向け社会福祉施設との相異
同和教育集会所は地方自治体が個別に定める条例により設置されるものであり、その扱いについては自治体の別による相異が見られる。代表的な同和向け社会福祉施設として隣保館が挙げられるが、例えば福岡県内のある自治体においては隣保館のうちで常駐の自治体職員を設置していないものを集会所としているが、埼玉県のある自治体においては指導員とされる自治体の職員を設置した上で同和対策集会所としている。また同じ福岡県内の別の自治体では、ある同和地区内に隣保館と教育集会所が併設され、ともに自治体の職員を設置している。

## 設置の目的
条例文に明示されるものについては、自治体の別により微妙な相異が見られるものの、同和問題の解決を促進するためという点では粗方の一致を見せている。例として以下のようなものが挙げられる。
- 基本的人権を尊重し、同和問題を根本的に解決するため、住民の教養の向上、健康の増進、生活文化の振興をはかり、もって同和教育推進の場として... （埼玉県加須市）
- 隣保事業を実施し、地域社会全体の中で福祉の向上や人権啓発の住民交流の拠点となる開かれたコミュニティセンターとして、生活上の各種相談事業や人権課題の解決のための各種事業を総合的に行うため...（岡山市）
- 工業再配置促進法によって立地した工場と地域住民の融和及び共存意識の確立を図るため... （徳島県吉野川市）
- 地域住民の社会的、文化的向上及び同和問題の解決を図るとともに、教育の水準向上と、福祉の増進に寄与するため... （福岡県筑前町）
- 歴史的社会的理由により生活環境等の安定向上が阻害されている地域の住民及びその近隣地域住民の教育水準の向上と福祉の増進を促進し、もって地域住民の生活の社会的、文化的向上を図ることを目的として... （福岡県久留米市）
- 同和地区及びその近隣の住民の教育水準の向上と福祉の増進を図るため... （佐賀県唐津市）
- 市民の教養の向上をはかり、生活文化を改善し、その振興を期するための組織的教育活動を助長することを目的として... （群馬県高崎市）

## 一般的な用途
対象地区住民の集会施設として利用される。